# Elaphocera gibbifrons
Elaphocera gibbifrons är en skalbaggsart som beskrevs av Edmund Reitter 1902. Elaphocera gibbifrons ingår i släktet Elaphocera och familjen Melolonthidae. Inga underarter finns listade i Catalogue of Life.